# Мирослав Јовановић (генерал)
Мирослав Јовановић (Ниш, 27. октобар 1891 — Београд, 20. август 1970) био је пешадијски бригадни генерал Нишког округа, Југословенске војске. Учесник балканских ратова и Првог светског рата.

## Живот и дело
Мирослав Јовановић, рођен је 1891. године у Нишу. Војне школе завршио је као питомац 42. класе Ниже и 23. Више школе Војне академије.
У ратовима које је Краљевина Србија водила од 1912—1913. био је на служби ађутанта у 1. батаљону Моравске дивизије I позива.
У рату који је Краљевина Србија водила од 1914—18. био је командир чете у Моравској дивизије I позива.
После Великог рата од 1918. обављао је на дужности у Краљевој гарди.
У чин пешадијског бригадног генерала Југословенске војске Јовановић је произведен 1938. године, као један од команданата Нишког гарнизона.
Почетак Другог светски рата затекао га је у граду Нишу у коме је по повлачењу главнине војске остао са оперативним делом штаба Пете армијске области, командом и особљем Нишког гарнизона под заповедништвом генерала Антонија Стошића и његовим. За разлику од Петог јуришног (четничког) батаљона, који је делимично избегао комплетно заробљавање за време Априлског рата, то није био био случај са командом и особљем Нишког војног гарнизона. Целокупно људство је пало у ропство и највећи број је одведен у заробљенички логор Offlag VD у Офенбургу. Тако се међу нишким ратним заробљеницима нашао и Мирослав Јовановић са још три ђенерала: Антонијем Стошићем, Душаном Крстићем, и Јованом Аћимовићем.
Носилац је многих признања међу којима и Карађоређева звезда са мачевима IV реда.
Преминуо је у Београду 1970. године, где је и сахрањен.